# Dracunculus (Tiergattung)
Dracunculus (lateinisch dracunculus kleine Schlange, Verkleinerungsform von draco Drache) ist eine Gattung von Fadenwürmern (Nematoden), deren Arten als Parasiten in Gewebe und Körperhöhlen von Reptilien und Säugetieren einschließlich des Menschen vorkommen.
Denselben Namen hat die Pflanzengattung Dracunculus in der Familie der Aronstabgewächse.

## Arten mit Schlangen oder anderen Reptilien als Wirt
Folgende Arten sind beschrieben (in Klammern ist jeweils die Verbreitungsregion angegeben):
- Dracunculus alii (Indien)
- Dracunculus coluberensis (Indien)
- Dracunculus dahomensis (West- und Zentralafrika)
- Dracunculus doi (Indien)
- Dracunculus houdemeri (Vietnam)
- Dracunculus ophidensis (Italien, USA)
- Dracunculus oesophageus (Italien, Madagaskar)
- Dracunculus sp. (England, Brasilien, Trinidad, USA)
- Dracunculus globocephalus; Schildkröten (USA)
- Dracunculus mulbus (Australien, Papua Guinea)[2]
- Dracunculus brasiliensis (Brasilien)[3]

## Arten mit Säugetieren als Wirt
Folgende Arten sind für Säugetiere beschrieben:
- Dracunculus fuellebornius; Opossums (Brasilien)
- Dracunculus insignis; Haushunde, wildlebende Carnivora (Canada, USA)
- Dracunculus lutrae; Otter (Canada)
- Medinawurm (Dracunculus medinensis); viele Säugetiere einschließlich Menschen (Afrika, Amerika, Asien)